# Vojislav Jakic
Vojislav Jakic, né le 1er décembre 1932 à Golem Radobil et mort le 8 mars 2003 à Ćuprija, est un créateur d'art brut serbe.

## Biographie
Fils d'un prêtre orthodoxe, Vojislav Jakic est âgé de trois ans quand sa famille déménage à Despotovac, en Serbie. Il perd très jeune une sœur et un frère, puis son père, et passe sa jeunesse avec sa mère dans une grande pauvreté. Doué pour le dessin, il réalise le portrait de défunts d’après des photos d’identité pour les familles de son village. En 1952, il s'inscrit dans une école d'art à Belgrade, mais il n'est pas très assidu et ne parvient pas à faire aboutir ses projets d'exposition. En 1957, il rentre à Despotovac. À partir du début des années 1960, Jakic se lance dans une intense activité de production de dessins de petits formats. Il se marie en 1962, mais le mariage ne dure pas et il retourne rapidement vivre avec sa mère et sa grand-mère. Il s'établit à Belgrade quelques années plus tard, se remarie et recommence à peindre vers 1969, passant à des dessins de grand format réalisés au stylo-bille, au pastel à la cire ou à la gouache.

## Œuvre

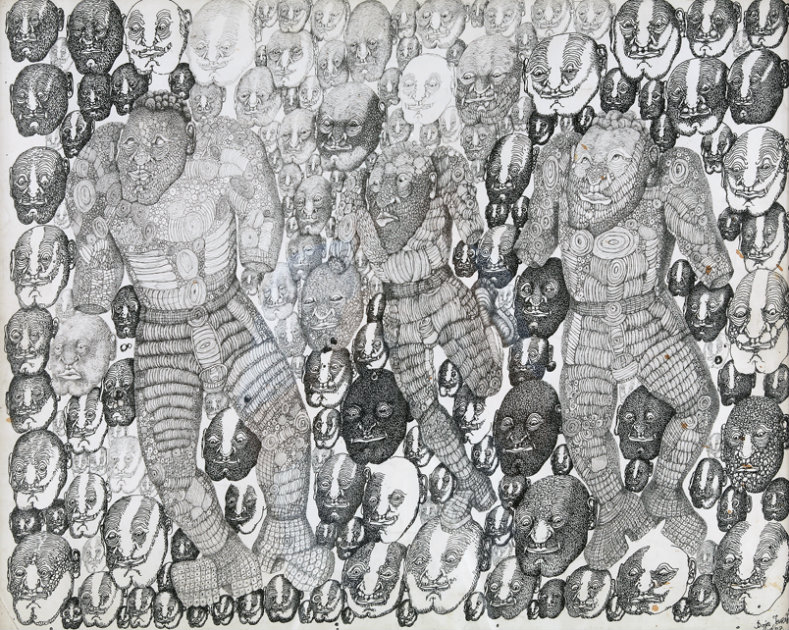
Sans titre (1987)

Les premières œuvres de Jakic sont des sculptures de bois intégrant des crânes et des os, réalisées alors qu'il est étudiant à Belgrade. Il exécute ensuite, au cours de sa carrière, plus de 10 000 dessins, d'abord de petit format, puis de grand format, sur des rouleaux de papier pouvant atteindre 5 mètres de long. Ils mêlent prolifération de figures humaines, formes abstraites et textes, ne laissant aucun espace vide.
Jakic est également l'auteur d'un récit semi-autobiographique de 4 000 pages intitulé Nemanikuce (Sans abri).